# Bambusinae
Bambusinae es una subtribu de bambúes de la (tribu Bambuseae perteneciente a la familia de las poáceas). Comprende  10 géneros.

## Géneros
- Bambusa
- Bonia
- Dendrocalamus
- Gigantochloa
- Dinochloa
- Holttumochloa
- Kinabaluchloa
- Melocalamus
- Sphaerobambos
- Thyrsostachys